# الطبل (مجلة)
جريدة الطبل جريدة يومية عربية اجتماعية نقدية فكاهية، صدرت لأول مرة عام 1921 في حيفا. كانت تصدر بشكل أسبوعي بصفحتين أو أربعة صفحات. كما كانت تدعو دومًا لخدمة المصلحة العامة وكان مبدأها " الحق يعلو ولا يُعلى عليه" وتحوي قصصًا ساخرة تتناول كل نواحي الحياة في فلسطين، كأنها دراسة لعلم الاجتماع. 
صدر عنها 113 عدد وتوقفت عام 1992. شغل منصب رئيس تحريرها إبراهيم محمد كريم، والمدير العام يعقوب الدجاني.